# Albo d'oro della Regata Storica di Venezia
L'albo d'oro della Regata Storica di Venezia si riferisce principalmente ai vincitori della competizione considerata più prestigiosa, la regata dei campioni su gondolini a due remi, che tradizionalmente chiude l'intera manifestazione.
Vengono premiati i primi quattro classificati, con l'assegnazione di un premio in denaro e di una bandiera ricamata (rossa per i primi, bianca per i secondi, verde per i terzi, blu per i quarti). Ai quarti classificati veniva concesso in premio anche un maialino vivo, sostituito a partire dal 2002 con un maialino in vetro di Murano realizzato appositamente per la manifestazione.
La regata su gondolini prevede un equipaggio formato da due vogatori: il poppiere, che ha funzioni anche di timoniere e di stratega, e il prodiere, che essenzialmente svolge un ruolo di potenza. L'elenco dei vincitori riporta per ogni coppia prima il nome del poppiere e poi quello del prodiere. Sono riportati i risultati solo per gli anni in cui si è svolta la manifestazione, a partire dal 1841, anno in cui fu adottata la formula moderna e fu deliberata la periodicità dell'evento.

## Regata dei campioni su gondolini

### XIX secolo
Fonte
| Anno      | 1º posto                                                           | 2º posto                                                     | 3º posto                                                  | 4º posto                                                      |
| --------- | ------------------------------------------------------------------ | ------------------------------------------------------------ | --------------------------------------------------------- | ------------------------------------------------------------- |
| 1841      | Giuseppe Dalla Venezia Ballinzattera Pietro Marchiori Miani o Naso | Vincenzo Goreti Marina Matteo Ruffini Moda                   | Daniele Pomolato Macchia Angelo Pedrali Pichiorle         | Giovanni Grossi Tassai Luigi Pistuchia Manfranca              |
| 1842      | Giovanni Dorigo Petola Alberto Ottolin Formenti                    | Giovanni Foscarini Macario Isepo Schiavini                   | Daniele Pomolato Macchia Angelo Pedrali Pichiorle         | Giovanni Grossi Tassai Matteo Ruffini Moda                    |
| 1843      | Aurelio Chiaburlotto Toscan Pietro Marchiori Miani o Naso          | Lorenzo Bullo Papuschi Giuseppe Novello Basana               | Giovanni Silvestri Nanetti Antonio Pellegrinotti Longo    | Giuseppe Dalla Venezia Ballinzattera Domenico Pellegrinotti   |
| 1844      | Pietro Marchiori Miani o Naso Simone Vianello                      | Lorenzo Bullo Papuschi Luigi Longo                           | Antonio Padovan Nanoli Gaetano Zuliani Asdrubalo          | Giovanni Silvestri Nanetti Antonio Pellegrinotti Longo        |
| 1845      | Domenico Fuga Adamo Domenico Falcier Tomio                         | Giovanni Silvestri Nanetti Davide Padovan Roncae             | Aurelio Chiaburlotto Toscan Pietro Marchiori Miani o Naso | Antonio Padovan Nanoli Gaetano Zuliani Asdrubalo              |
| 1846      | Giuseppe Santini Scarpetta Giovanni Borghi                         | Andrea Milani Tagiao Andrea Mazier                           | Giovanni Silvestri Nanetti Davide Padovan Roncae          | Daniele Pomolato Macchia Bortolo Dabalà Manzetto              |
| 1847      | Domenico Fuga Adamo Domenico Falcier Tomio                         | Giovanni Grossi Tassai Giuseppe Zennaro Polenta              | Giovanni Michieli Fanuto Francesco Negra Sordo            | Andrea Mazier Girolamo Morosini Bagatella                     |
| 1848-1855 | non disputata                                                      | non disputata                                                | non disputata                                             | non disputata                                                 |
| 1856      | Giacomo De Mattia Gambe Francesco Bon Polo                         | Antonio De Marchi Trenasi Antonio Garbo Fratin               | Domenico Fuga Adamo Domenico Falcier Tomio                | Domenico Bullo Papuschi Antonio Gasparetto                    |
| 1857      | Pietro Molinari Tondolocio Angelo Bonato                           | Giacomo De Mattia Gambe Andrea Bon                           | Domenico Fuga Adamo Giovanni D'Este Capon                 | Francesco Vio Giolo Felice Fossetta Scanabecchi               |
| 1858-1865 | non disputata                                                      | non disputata                                                | non disputata                                             | non disputata                                                 |
| 1866      | Domenico Bullo Papuschi Antonio Gasparetto                         | Antonio De Marchi Trenasi Giovanni Battista Memmo Menegon    | Francesco Testari Angelo Paronetto Mato                   | Alessandro Dalla Venezia Ballinzattera Girolamo Valesin Nessa |
| 1867-1871 | non disputata                                                      | non disputata                                                | non disputata                                             | non disputata                                                 |
| 1872      | Luigi Zatta Francesco Bon Polo                                     | Giovanni Corradini Suà Girolamo Valesin Nessa                | Domenico Bullo Papuschi Carlo Berti Caibassi              | Luigi Dalla Tesa Federico Romanello Canestri                  |
| 1873      | non disputata                                                      | non disputata                                                | non disputata                                             | non disputata                                                 |
| 1874      | Luigi Zanellato Bortolo Biasini Carniel                            | Francesco Balbi Brocca Antonio Dittura Banco                 | Pasquale D'Este Giuseppe Berti Caibassi                   | Giovanni Fuga Bernardo Rossetto Quaja                         |
| 1875      | Angelo Maddalena Sambo Giovanni Battista Memmo Menegon             | Luigi Zatta Francesco Bon Polo                               | Luigi Corrai Angelo Bonato                                | Vincenzo Doga Silvestro Giuseppe Franceschi Lazzaro           |
| 1876      | Angelo Maddalena Sambo Giovanni Battista Memmo Menegon             | Francesco Balbi Brocca Luigi Zanellato                       | Antonio Perini Fornaretto Girolamo Trevisan Ganassete     | Giovanni Corradini Suà Girolamo Valesin Nessa                 |
| 1877      | Giovanni Corradini Suà Bartolomeo Zane Cucagna                     | Giovanni Utimpergher Pataccio Sante Casson Sacchetti         | Francesco Balbi Brocca Luigi Zanellato                    | Sebastiano Gavagnin Pignoletto Antonio Lucchetta Papa         |
| 1878      | Domenico De Gasperi Fighetti Pietro Dorigo                         | Luigi Corrai Giuseppe Franceschi Lazzaro                     | Giovanni Corradini Suà Augusto Zane Cucagna               | Antonio Perini Fornaretto Girolamo Trevisan Ganassete         |
| 1879      | Luigi Zatta Augusto Michieli Gazzan                                | Antonio Varagnolo Tono Carlo Berti Caibassi                  | Isidoro Laurenti Magnoni Giovanni Molin Taparo            | Carlo Pilla Giovanni Battista Cristofoli                      |
| 1880      | Domenico De Gasperi Fighetti Pietro Dorigo                         | Angelo Fuga Salatina Luigi Zane Cucagna                      | Vittorio Schindler Ortolani Sante Casson Sacchetti        | Girolamo Valesin Nessa Giuseppe Scarpa Panetti                |
| 1881      | Francesco Balbi Brocca Luigi Zanellato                             | Luigi Laurenti Magnoni Augusto Michieli Gazzan               | Domenico De Gasperi Fighetti Pietro Dorigo                | Girolamo Valesin Nessa Giuseppe Scarpa Panetti                |
| 1882-1888 | non disputata                                                      | non disputata                                                | non disputata                                             | non disputata                                                 |
| 1889      | Pasquale Maddalena Luigi Zanellato                                 | Carlo Busetto Francesco Bon Polo                             | Agostino D'Este Pelelo Antonio Vianello Badan             | Luigi Zatta Francesco Zanellato                               |
| 1890      | Francesco Zanellato Luigi Zanellato                                | Pasquale Maddalena Angelo Bon Polo                           | Giuseppe Zuliani Strubolo Giovanni Vianello Duro          | Vittorio Favret Frattin Angelo Prian                          |
| 1891      | Francesco Zanellato Luigi Zanellato                                | Girolamo Forcellini Giovanni Fasan                           | Agostino D'Este Pelelo Antonio Vianello Badan             | Fedele Polet Vittorio Spiridione Beggio Medico                |
| 1892      | Francesco Zanellato Luigi Zanellato                                | Carlo Busetto Natale Scarpa Panetti                          | Pietro Callegaris Trenasi Angelo Bon Polo                 | Girolamo Forcellini Spiridione Beggio Medico                  |
| 1893      | Girolamo Forcellini Spiridione Beggio Medico                       | Pietro Callegaris Trenasi Angelo Bon Polo                    | Carlo Busetto Natale Scarpa Panetti                       | Pasquale Maddalena Giovanni Fasan                             |
| 1894      | non disputata                                                      | non disputata                                                | non disputata                                             | non disputata                                                 |
| 1895      | Girolamo Forcellini Spiridione Beggio Medico                       | Spiridione Pozzo Bampa Antonio Berton Affondatore            | Francesco Zanellato Luigi Zanellato                       | Luigi Civili Natale Scarpa Panetti                            |
| 1896      | non disputata                                                      | non disputata                                                | non disputata                                             | non disputata                                                 |
| 1897      | Pasquale Maddalena Giovanni Fasan                                  | Luigi Civili Natale Scarpa Panetti                           | Girolamo Forcellini Spiridione Beggio Medico              | Giuseppe Zuliani Strubolo Giovanni Battista Graziussi Titele  |
| 1898      | non disputata                                                      | non disputata                                                | non disputata                                             | non disputata                                                 |
| 1899      | Luigi Civili Natale Scarpa Panetti                                 | Giuseppe Zuliani Strubolo Giovanni Battista Graziussi Titele | Pietro Forcellini Girolamo Forcellini                     | Pasquale Maddalena Giovanni Fasan                             |

### XX secolo
Fonte
| Anno      | 1º posto                                                                                                | 2º posto                                                         | 3º posto                                                           | 4º posto                                                           |
| --------- | --- | ---------------------------------------------------------------- | ------------------------------------------------------------------ | ------------------------------------------------------------------ |
| 1901      | Giuseppe Zuliani Strubolo Giovanni Battista Graziussi Titele                                            | Pasquale Maddalena Antonio Berton Affondatore                    | Augusto D'Este Canevella Daniele Boldrin Popi                      | Marco Trevisan Giovanni Fasan                                      |
| 1902-1903 | non disputata                                                                                           | non disputata                                                    | non disputata                                                      | non disputata                                                      |
| 1904      | Giuseppe Zuliani Strubolo Giovanni Battista Graziussi Titele                                            | Marco Trevisan Andrea Vianello Marcheto                          | Pietro Forcellini Giovanni Medici Pazienza                         | Pasqual Maddalena Antonio Berton Affondatore                       |
| 1905      | Augusto D'Este Canevella Giovanni Berti Caibassi                                                        | Luigi Civili Andrea Vianello Marcheto                            | Girolamo Forcellini Daniele Boldrin Popi                           | Giuseppe Zuliani Strubolo Giovanni Battista Graziussi Titele       |
| 1906-1911 | non disputata                                                                                           | non disputata                                                    | non disputata                                                      | non disputata                                                      |
| 1912      | Arturo Cucchiero Scuciaro Leonardo Bepi Barugolo Barugoleto                                             | Antonio Pusiol Gambaro Giovanni Battista Graziussi Titele        | Giovanni Vianello Crea I Antonio Grassetti Toti                    | Giuseppe Valesin Nessa Giosuè Cortivo                              |
| 1913-1919 | non disputata                                                                                           | non disputata                                                    | non disputata                                                      | non disputata                                                      |
| 1920      | Amedeo Tagliapietra Marieto Angelo Maddalena Jr.                                                        | Giuseppe Peris Emilio Basaldella Furlan                          | Leonardo Barugolo Bepi Alessandro Trevisan Ganassette              | Giuseppe Valesin Nessa Andrea Vianello Marcheto                    |
| 1921      | non disputata                                                                                           | non disputata                                                    | non disputata                                                      | non disputata                                                      |
| 1922      | Giovanni Vianello Crea I Arturo Cucchiero Scuciaro                                                      | Marco Forcellini Alessandro Trevisan Ganassette                  | Giuseppe Valesin Nessa Andrea Vianello Marcheto                    | Emilio Basaldella Furlan Giuseppe Peris                            |
| 1923      | Amedeo Tagliapietra Marieto Angelo Maddalena                                                            | Giuseppe Valesin Nessa Andrea Vianello Marcheto                  | Marco Forcellini Alessandro Trevisan Ganassette                    | Enrico Simoni Baleti Antonio Boldrin Cioci                         |
| 1924      | Anafesto Vianello Crea Giovanni Vianello Crea II                                                        | Giuseppe Valesin Nessa Giuseppe Costantini Verzotto              | Leonardo Bepi Barugolo Barugoleto Arturo Cucchiero Scuciaro        | Enrico Simoni Baleti Antonio Boldrin Cioci                         |
| 1925      | Luigi Scarpa Saran Luigi Scarpa Paneti                                                                  | Anafesto Vianello Crea Giovanni Vianello Crea II                 | Leonardo Bepi Barugolo Barugoleto Arturo Cucchiero Scuciaro        | Emilio Basaldella Furlan Luigi Busetto Grebani                     |
| 1926      | Luigi Scarpa Saran Luigi Scarpa Paneti                                                                  | Giuseppe Molin Pippa Giuseppe Costantini Verzotto                | Giovanni Vianello Crea I Giovanni Vianello Crea II                 | Emilio Basaldella Furlan Luigi Busetto Grebani                     |
| 1927      | Pietro Penso Scuciareto Arturo Cucchiero Scuciaro                                                       | Achille Vianello Crea Giovanni Vianello Crea II                  | Luigi Scarpa Saran Luigi Scarpa Paneti                             | Giuseppe Molin Pippa Giuseppe Costantini Verzotto                  |
| 1928      | Luigi Scarpa Saran Luigi Scarpa Paneti                                                                  | Giuseppe Molin Pippa Giuseppe Costantini Verzotto                | Achille Vianello Crea Giovanni Vianello Crea II                    | Luigi Busetto Arcisa Leopoldo Busetto Arcisa                       |
| 1929      | Luigi Scarpa Saran Luigi Scarpa Paneti                                                                  | Luigi Vianello Cagarelle Luigi Dei Rossi                         | Amedeo Tagliapietra Marieto Augusto Tagliapietra Marieto           | Luigi Busetto Arcisa Giuseppe Costantini Verzotto                  |
| 1930      | Giuseppe Molin Pippa Giorgio Nardin Lupo                                                                | Achille Vianello Crea Giovanni Vianello Crea II                  | Giuseppe Costantini Verzotto Francesco Costantini Marinaio         | Pietro Penso Scuciareto Natale Nordio Brassicurti                  |
| 1931      | Pietro Penso Scuciareto Natale Nordio Brassicurti                                                       | Giuseppe Costantini Verzotto Ferruccio Morucchio Ciuci           | Achille Vianello Crea Giovanni Vianello Crea II                    | Luigi Dei Rossi Luigi Vianello Cagarelle                           |
| 1932      | Leopoldo Busetto Arcisa Pietro Busetto Arcisa                                                           | Luigi Scarpa Saran Arturo Cucchiero Scuciaro                     | Giuseppe Costantini Verzotto Ferruccio Morucchio Ciuci             | Giuseppe Vianello Cagarelle Luigi Vianello Cagarelle               |
| 1933      | Pietro Penso Scuciareto Natale Nordio Brassicurti                                                       | Achille Vianello Crea Giovanni Vianello Crea II                  | Luigi Scarpa Saran Arturo Cucchiero Scuciaro                       | Aldo Vianello Sperandio Arcangelo Vianello Sperandio               |
| 1934      | Luigi Scarpa Saran Arturo Cucchiero Scuciaro                                                            | Achille Vianello Crea Giovanni Vianello Crea II                  | Pietro Penso Scuciareto Natale Nordio Brassicurti                  | Giordano Morasco Acquastanca Ferruccio Morucchio Ciuci             |
| 1935      | Leopoldo Busetto Arcisa Luigi Vianello Cagarelle                                                        | Ernesto Giuponi Giovanni Giuponi Nino                            | Giordano Morasco Acquastanca Ferruccio Morucchio Ciuci             | Luigi Scarpa Saran Arturo Cucchiero Scuciaro                       |
| 1936      | Pietro Penso Scuciareto Natale Nordio Brassicurti                                                       | Giuseppe Costantini Verzotto Giorgio Nardin Lupo                 | Giordano Morasco Acquastanca Ferruccio Morucchio Ciuci             | Achille Vianello Crea Sergio Vianello Crea                         |
| 1937      | Giordano Morasco Acquastanca Ferruccio Morucchio Ciuci                                                  | Achille Vianello Crea Sergio Vianello Crea                       | Aldo Vianello Sperandio Giovanni Giuponi Nino                      | Giuseppe Costantini Verzotto Giorgio Nardin Lupo                   |
| 1938      | Pietro Penso Scuciareto Natale Nordio Brassicurti                                                       | Aldo Vianello Sperandio Giovanni Giuponi Nino                    | Achille Vianello Crea Sergio Vianello Crea                         | Giordano Morasco Acquastanca Ferruccio Morucchio Ciuci             |
| 1939-1941 | non disputata                                                                                           | non disputata                                                    | non disputata                                                      | non disputata                                                      |
| 1942      | Achille Vianello Crea Italo Vianello Crea                                                               | Giorgio Nardin Lupo Pietro Grassetti Pavero                      | Armando Dal Gesso Picenin Sergio Vianello Crea                     | Leopoldo Busetto Arcisa Virgilio Dinon Bersaglier                  |
| 1943-1944 | non disputata                                                                                           | non disputata                                                    | non disputata                                                      | non disputata                                                      |
| 1945      | Angelo Penso Arturo Cucchiero Scuciaro                                                                  | Amedeo Tagliapietra Marieto Augusto Tagliapietra Marieto         | Romano Festari Antonio Boldrin                                     | Carlo Caenazzo Faibani Emilio Goretti Pesseda                      |
| 1946      | Giorgio Nardin Lupo Pietro Grassetti Pavero                                                             | Italo Vianello Crea Sergio Vianello Crea                         | Albino Dei Rossi Strigheta Marcello Bon Ciapate                    | Angelo Tagliapietra Marieto Giovanni Tagliapietra Marieto          |
| 1947      | Albino Dei Rossi Strigheta Marcello Bon Ciapate                                                         | Giorgio Nardin Lupo Pietro Grassetti Pavero                      | Italo Vianello Crea Sergio Vianello Crea                           | Armando Dal Gesso Picenin Primo Rossi Speccené                     |
| 1948      | Albino Dei Rossi Strigheta Marcello Bon Ciapate                                                         | Virgilio D'Este Mariner Mario Dei Rossi Fasiola                  | Italo Vianello Crea Pietro Grassetii Pavero                        | Armando Dal Gesso Picenin Primo Rossi Speccené                     |
| 1949      | Albino Dei Rossi Strigheta Marcello Bon Ciapate                                                         | Giorgio Nardin Lupo Luigi Seno Bota                              | Tiberio Ragazzi Francesco Ragazzi Calegher                         | Alberto Vio Lidiano Dei Rossi                                      |
| 1950      | Albino Dei Rossi Strigheta Marcello Bon Ciapate                                                         | Giorgio Nardin Lupo Luigi Seno Bota                              | Tiberio Ragazzi Francesco Ragazzi Calegher                         | Angelo Dei Rossi Fasiola Virgilio D'Este Mariner                   |
| 1951      | Albino Dei Rossi Strigheta Marcello Bon Ciapate                                                         | Virgilio D'Este Mariner Lidiano Dei Rossi                        | Luigi Seno Bota Pietro Grassetii Pavero                            | Federico Uccelli Campaltin Sergio Vianello Crea                    |
| 1952      | Albino Dei Rossi Strigheta Marcello Bon Ciapate                                                         | Tiberio Ragazzi Francesco Ragazzi Calegher                       | Elio Memo Pesciolino Angelo Dei Rossi                              | Virgilio D'Este Mariner Lidiano Dei Rossi                          |
| 1953      | Italo Vianello Crea Luigi Seno Bota                                                                     | Palmiro Fongher Natale Vianello Badan                            | Albino Dei Rossi Strigheta Marcello Bon Ciapate                    | Umberto Dei Rossi Sergio Tagliapietra Ciaci                        |
| 1954      | Albino Dei Rossi Strigheta Natale Vianello Badan                                                        | Italo Vianello Crea Luigi Seno Bota                              | Palmiro Fongher Giuseppe Fongher Bepi                              | Sergio Tagliapietra Ciaci Marcello Bon Ciapate                     |
| 1955      | Italo Vianello Crea Luigi Seno Bota                                                                     | Sergio Tagliapietra Ciaci Natale Vianello Badan                  | Palmiro Fongher Giuseppe Fongher Bepi                              | Mario Penso Socolo Amelio Gavagnin Pendolin                        |
| 1956      | Albino Dei Rossi Strigheta Enzo Rino Capon                                                              | Palmiro Fongher Giuseppe Fongher Bepi                            | Italo Vianello Crea Luigi Seno Bota                                | Umberto Pavan Fiosso Ermenegildo Fravega Scardola                  |
| 1957      | Palmiro Fongher Giuseppe Fongher Bepi                                                                   | Albino Dei Rossi Strigheta Rino Enzo Capon                       | Amelio Gavagnin Pendolin Natale Vianello Badan                     | Giovanni Dei Rossi Bruno Bastasi Toreto                            |
| 1958      | Mario Tagliapietra Ciaceti Sergio Tagliapietra Ciaci                                                    | Albino Dei Rossi Strigheta Rino Enzo Capon                       | Giovanni Dei Rossi Bruno Bastasi Toreto                            | Giovanni Vignotto Brassilonghi Benito Vignotto Veleno              |
| 1959      | Palmiro Fongher Natale Vianello Badan                                                                   | Mario Tagliapietra Ciaceti Sergio Tagliapietra Ciaci             | Albino Dei Rossi Strigheta Bruno Bastasi Toreto                    | Lidiano Dei Rossi Emilio Ragazzi                                   |
| 1960      | Albino Dei Rossi Strigheta Bruno Bastasi Toreto                                                         | Armando Nardin Lupeto Rino Enzo Capon                            | Amelio Gavagnin Pendolin Giuseppe Scarpa Stella                    | Mario Tagliapietra Ciaceti Sergio Tagliapietra Ciaci               |
| 1961      | Albino Dei Rossi Strigheta Sergio Tagliapietra Ciaci                                                    | Palmiro Fongher Natale Vianello Badan                            | Luigi Cimolin Giuseppe Fongher Bepi                                | Giovanni Vignotto Brassilonghi Benito Vignotto Veleno              |
| 1962      | Albino Dei Rossi Strigheta Sergio Tagliapietra Ciaci                                                    | Mario Tagliapietra Ciaceti Giuseppe Scarpa Stella                | Luigi Cimolin Giuseppe Fongher Bepi                                | Mario Penso Felice Pazienza Ice                                    |
| 1963      | Albino Dei Rossi Strigheta Sergio Tagliapietra Ciaci                                                    | Giuseppe Schiavon (canottiere) Bufalo Bruno Bastasi Toreto       | Angelo Vianello Badan Natale Vianello Badan                        | Palmiro Fongher Giannino Vianello Testacalda                       |
| 1964      | Palmiro Fongher Giannino Vianello Testacalda                                                            | Angelo Vianello Badan Natale Vianello Badan                      | Luigi Cimolin Giuseppe Scarpa Stella                               | Amelio Gavagnin Pendolin Romano Vianello                           |
| 1965      | Albino Dei Rossi Strigheta Giuseppe Scarpa Stella ex aequo Palmiro Fongher Giannino Vianello Testacalda | non assegnato                                                    | Giuseppe Fongher Bepi Sergio Tagliapietra Ciaci                    | Giuseppe Schiavon (canottiere) Bufalo Bruno Bastasi Toreto         |
| 1966      | Giuseppe Fongher Bepi Sergio Tagliapietra Ciaci                                                         | Albino Dei Rossi Strigheta Giuseppe Scarpa Stella                | Angelo Vianello Badan Natale Vianello Badan                        | Palmiro Fongher Giannino Vianello Testacalda                       |
| 1967      | Gianfranco Vianello Crea Bruno Bastasi Toreto                                                           | Palmiro Fongher Giuseppe Scarpa Stella                           | Giuseppe Fongher Bepi Sergio Tagliapietra Ciaci                    | Albino Dei Rossi Strigheta Ermenegildo Fravega Scardola            |
| 1968      | Albino Dei Rossi Strigheta Ermenegildo Fravega Scardola                                                 | Giuseppe Fongher Bepi Sergio Tagliapietra Ciaci                  | Gianfranco Vianello Crea Bruno Bastasi Toreto                      | Giuseppe Schiavon (canottiere) Bufalo Giannino Vianello Testacalda |
| 1969      | Giuseppe Fongher Bepi Sergio Tagliapietra Ciaci                                                         | Gianfranco Vianello Crea Giuseppe Scarpa Stella                  | Giuseppe Schiavon (canottiere) Bufalo Giannino Vianello Testacalda | Palmiro Fongher Bruno Bastasi Toreto                               |
| 1970      | Giuseppe Fongher Bepi Sergio Tagliapietra Ciaci                                                         | Palmiro Fongher Giannino Vianello Testacalda                     | Albino Dei Rossi Strigheta Giuseppe Schiavon (canottiere) Bufalo   | Benito Vignotto Veleno Bruno Vignotto Arsenico                     |
| 1971      | Giuseppe Fongher Bepi Sergio Tagliapietra Ciaci                                                         | Benito Vignotto Veleno Bruno Vignotto Arsenico                   | Gianfranco Vianello Crea Giuseppe Schiavon (canottiere) Bufalo     | Palmiro Fongher Giannino Vianello Testacalda                       |
| 1972      | Giuseppe Fongher Bepi Sergio Tagliapietra Ciaci                                                         | Mario Dei Rossi Antonio Dei Rossi                                | Amelio Gavagnin Pendolin Domenico Gavagnin Casaneti                | Bruno Vignotto Arsenico Benito Vignotto Veleno                     |
| 1973      | Giuseppe Fongher Bepi Sergio Tagliapietra Ciaci                                                         | Palmiro Fongher Giannino Vianello Testacalda                     | Gianfranco Vianello Crea Renato Seno Botin                         | Albino Dei Rossi Strigheta Giuseppe Schiavon (canottiere) Bufalo   |
| 1974      | Giuseppe Fongher Bepi Sergio Tagliapietra Ciaci                                                         | Benito Vignotto Veleno Bruno Vignotto Arsenico                   | Amelio Gavagnin Pendolin Domenico Gavagnin Casaneti                | Palmiro Fongher Giannino Vianello Testacalda                       |
| 1975      | Giuseppe Fongher Bepi Sergio Tagliapietra Ciaci                                                         | Benito Vignotto Veleno Bruno Vignotto Arsenico                   | Giuseppe Schiavon (canottiere) Bufalo Renato Dal Mistro Chinica    | Albino Dei Rossi Strigheta Gianfranco Vianello Crea                |
| 1976      | Giuseppe Fongher Bepi Sergio Tagliapietra Ciaci                                                         | Palmiro Fongher Gianfranco Vianello Crea                         | Renato Dal Mistro Chinica Giuseppe Schiavon (canottiere) Bufalo    | Bruno Vignotto Arsenico Benito Vignotto Veleno                     |
| 1977      | Palmiro Fongher Gianfranco Vianello Crea                                                                | Giuseppe Fongher Bepi Sergio Tagliapietra Ciaci                  | Renato Dal Mistro Chinica Giuseppe Schiavon (canottiere) Bufalo    | Bruno Dei Rossi Strigheta Giannino Vianello Testacalda             |
| 1978      | Palmiro Fongher Gianfranco Vianello Crea                                                                | Giuseppe Fongher Bepi Sergio Tagliapietra Ciaci                  | Giuseppe Schiavon (canottiere) Bufalo Renato Dal Mistro Chinica    | Bruno Dei Rossi Strigheta Giannino Vianello Testacalda             |
| 1979      | Palmiro Fongher Gianfranco Vianello Crea                                                                | Bruno Dei Rossi Strigheta Giuseppe Schiavon (canottiere) Bufalo  | Renato Dal Mistro Chinica Sergio Tagliapietra Ciaci                | Giuseppe Fongher Bepi Sergio Costantini Burielo                    |
| 1980      | Palmiro Fongher Gianfranco Vianello Crea                                                                | Bruno Dei Rossi Strigheta Giuseppe Schiavon (canottiere) Bufalo  | Renato Dal Mistro Chinica Sergio Tagliapietra Ciaci                | Bruno Vignotto Arsenico Benito Vignotto Veleno                     |
| 1981      | Palmiro Fongher Gianfranco Vianello Crea                                                                | Luciano Tagliapietra Panna Mario Tagliapietra Panna              | Renato Dal Mistro Chinica Sergio Tagliapietra Ciaci                | Giuseppe Fongher Bepi Umberto Costantini Burielo                   |
| 1982      | Palmiro Fongher Gianfranco Vianello Crea                                                                | Renato Dal Mistro Chinica Sergio Tagliapietra Ciaci              | Giuseppe Fongher Bepi Umberto Costantini Burielo                   | Franco Dei Rossi Strigheta Bruno Dei Rossi Strigheta               |
| 1983      | Palmiro Fongher Gianfranco Vianello Crea                                                                | Renato Dal Mistro Chinica Sergio Tagliapietra Ciaci              | Giuseppe Fongher Bepi Umberto Costantini Burielo                   | Franco Dei Rossi Strigheta Bruno Dei Rossi Strigheta               |
| 1984      | Luciano Tagliapietra Panna Giuseppe Schiavon (canottiere) Bufalo                                        | Palmiro Fongher Gianfranco Vianello Crea                         | Franco Dei Rossi Strigheta Bruno Dei Rossi Strigheta               | Renato Dal Mistro Chinica Sergio Tagliapietra Ciaci                |
| 1985      | Franco Dei Rossi Strigheta Bruno Dei Rossi Strigheta                                                    | Luciano Tagliapietra Panna Giuseppe Schiavon (canottiere) Bufalo | Giuseppe Fongher Bepi Gianfranco Vianello Crea                     | Giovanni Seno Scherolin Umberto Costantini Burielo                 |
| 1986      | Franco Dei Rossi Strigheta Bruno Dei Rossi Strigheta                                                    | Giuseppe Fongher Bepi Gianfranco Vianello Crea                   | Palmiro Fongher Sergio Tagliapietra Ciaci                          | Sergio Tona Stefano Tona                                           |
| 1987      | Giuseppe Fongher Bepi Gianfranco Vianello Crea                                                          | Franco Dei Rossi Strigheta Bruno Dei Rossi Strigheta             | Palmiro Fongher Sergio Tagliapietra Ciaci                          | Giuseppe Rossi Suste Graziano Seno Lalo                            |
| 1988      | Palmiro Fongher Sergio Tagliapietra Ciaci                                                               | Franco Dei Rossi Strigheta Bruno Dei Rossi Strigheta             | Luciano Tagliapietra Panna Umberto Costantini Burielo              | Mario Tagliapietra Ciaceti Andrea Dei Rossi                        |
| 1989      | Giuseppe Fongher Bepi Gianfranco Vianello Crea                                                          | Franco Dei Rossi Strigheta Bruno Dei Rossi Strigheta             | Gianni Busetto Roberto Busetto                                     | Giuseppe Rossi Suste Graziano Seno Lalo                            |
| 1990      | Gianni Busetto Roberto Busetto                                                                          | Giuseppe Fongher Bepi Gianfranco Vianello Crea                   | Palmiro Fongher Sergio Tagliapietra Ciaci                          | Giuseppe Rossi Suste Graziano Seno Lalo                            |
| 1991      | Giuseppe Fongher Bepi Gianfranco Vianello Crea                                                          | Mario Tagliapietra Ciaceti Andrea Dei Rossi                      | Palmiro Fongher Sergio Tagliapietra Ciaci                          | Bruno Vignotto Arsenico Giuseppe Schiavon (canottiere) Bufalo      |
| 1992      | Franco Dei Rossi Strigheta Gianpaolo D'Este Gigante                                                     | Bruno Dei Rossi Strigheta Roberto Busetto                        | Giuseppe Rossi Suste Graziano Seno Lalo                            | Rudi Vignotto Igor Vignotto                                        |
| 1993      | Franco Dei Rossi Strigheta Gianpaolo D'Este Gigante                                                     | Rudi Vignotto Igor Vignotto                                      | Bruno Dei Rossi Strigheta Roberto Busetto                          | Giuseppe Fongher Bepi Marco Zanon                                  |
| 1994      | Franco Dei Rossi Strigheta Gianpaolo D'Este Gigante                                                     | Bruno Dei Rossi Strigheta Gianfranco Vianello Crea               | Rudi Vignotto Igor Vignotto                                        | Ivo Redolfi Tezzat Vito Redolfi Tezzat                             |
| 1995      | Rudi Vignotto Igor Vignotto                                                                             | Bruno Dei Rossi Strigheta Gianfranco Vianello Crea               | Franco Dei Rossi Strigheta Gianpaolo D'Este Gigante                | Bruno Vignotto Arsenico Graziano Seno Lalo                         |
| 1996      | Rudi Vignotto Igor Vignotto                                                                             | Franco Dei Rossi Strigheta Gianpaolo D'Este Gigante              | Stefano Tagliapietra Andrea Dei Rossi Strigheta                    | Gianantonio Catanzaro Postin Gianfranco Vianello Crea              |
| 1997      | Rudi Vignotto Igor Vignotto                                                                             | Franco Dei Rossi Strigheta Gianpaolo D'Este Gigante              | Gianni Busetto Roberto Busetto                                     | Stefano Tagliapietra Andrea Dei Rossi Strigheta                    |
| 1998      | Rudi Vignotto Igor Vignotto                                                                             | Bruno Dei Rossi Strigheta Gianpaolo D'Este Gigante               | Franco Dei Rossi Strigheta Graziano Seno Lalo                      | Ivo Redolfi Tezzat Davide Prevedello                               |
| 1999      | Bruno Dei Rossi Strigheta Gianpaolo D'Este Gigante                                                      | Rudi Vignotto Igor Vignotto                                      | Franco Dei Rossi Strigheta Graziano Seno Lalo                      | Ivo Redolfi Tezzat Davide Prevedello                               |
| 2000      | Rudi Vignotto Igor Vignotto                                                                             | Bruno Dei Rossi Strigheta Gianpaolo D'Este Gigante               | Ivo Redolfi Tezzat Davide Prevedello                               | Andrea Bertoldini Martino Vianello                                 |

### XXI secolo
| Anno | 1º posto                                    | 2º posto                                           | 3º posto                                        | 4º posto                                             |
| ---- | ------------------------------------------- | -------------------------------------------------- | ----------------------------------------------- | ---------------------------------------------------- |
| 2001 | Rudi Vignotto Igor Vignotto                 | Bruno Dei Rossi Strigheta Gianpaolo D'Este Gigante | Ivo Redolfi Tezzat Davide Prevedello            | Gianni Busetto Roberto Busetto                       |
| 2002 | Rudi Vignotto Igor Vignotto                 | Ivo Redolfi Tezzat Gianpaolo D'Este Gigante        | Andrea Bertoldini Martino Vianello              | Franco Dei Rossi Strigheta Diego Seno                |
| 2003 | Ivo Redolfi Tezzat Gianpaolo D'Este Gigante | Rudi Vignotto Igor Vignotto                        | Andrea Bertoldini Martino Vianello              | Gianni Busetto Roberto Busetto                       |
| 2004 | Rudi Vignotto Igor Vignotto                 | Ivo Redolfi Tezzat Gianpaolo D'Este Gigante        | Gianni Busetto Roberto Busetto                  | Bruno Dei Rossi Strigheta Andrea Dei Rossi Strigheta |
| 2005 | Ivo Redolfi Tezzat Gianpaolo D'Este Gigante | Rudi Vignotto Igor Vignotto                        | Alessio Scarpa Bolo Roberto Busetto             | Luca Quintavalle Vito Redolfi Tezzat                 |
| 2006 | Ivo Redolfi Tezzat Gianpaolo D'Este Gigante | Rudi Vignotto Igor Vignotto                        | Franco Dei Rossi Strigheta Diego Seno           | Andrea Bertoldini Martino Vianello                   |
| 2007 | Ivo Redolfi Tezzat Gianpaolo D'Este Gigante | Rudi Vignotto Igor Vignotto                        | Andrea Bertoldini Martino Vianello              | Luca Quintavalle Vito Redolfi Tezzat                 |
| 2008 | Ivo Redolfi Tezzat Gianpaolo D'Este Gigante | Andrea Bertoldini Martino Vianello                 | Rudi Vignotto Leone Mao                         | Fabio Zane Alessandro De Poli                        |
| 2009 | Rudi Vignotto Igor Vignotto                 | Andrea Bertoldini Martino Vianello                 | Guglielmo Marzi Gaetano Bregantin               | Gianni Valentini Tibero Sabbadin                     |
| 2010 | Rudi Vignotto Igor Vignotto                 | Andrea Bertoldini Martino Vianello                 | Luca Quintavalle Gaetano Bregantin              | Franco Dei Rossi Strigheta Luca Ballarin             |
| 2011 | Ivo Redolfi Tezzat Gianpaolo D'Este Gigante | Rudi Vignotto Igor Vignotto                        | Andrea Bertoldini Martino Vianello              | Roberto Angelin Fabio Barzaghi                       |
| 2012 | Rudi Vignotto Igor Vignotto                 | Roberto Angelin Fabio Barzaghi                     | Ivo Redolfi Tezzat Gianpaolo D'Este Gigante     | Andrea Bertoldini Martino Vianello                   |
| 2013 | Rudi Vignotto Igor Vignotto                 | Ivo Redolfi Tezzat Gianpaolo D'Este Gigante        | Roberto Busetto Renato Busetto                  | Andrea Bertoldini Martino Vianello                   |
| 2014 | Ivo Redolfi Tezzat Gianpaolo D'Este Gigante | Rudi Vignotto Igor Vignotto                        | Roberto Busetto Renato Busetto                  | Fabio Donà Luca Ballarin                             |
| 2015 | Rudi Vignotto Igor Vignotto                 | Andrea Bertoldini Martino Vianello                 | Luca Quintavalle Gaetano Bregantin              | Roberto Busetto Renato Busetto                       |
| 2016 | Rudi Vignotto Igor Vignotto                 | Andrea Bertoldini Martino Vianello                 | Roberto Angelin Fabio Barzaghi                  | Andrea Ortica Damiano Allegretto                     |
| 2017 | Rudi Vignotto Igor Vignotto                 | Alvise D'Este Mattia Colombi                       | Andrea Bertoldini Martino Vianello              | Giuliano Pagan Gaetano Bregantin                     |
| 2018 | Rudi Vignotto Gianpaolo D'Este Gigante      | Andrea Ortica Jacopo Colombi                       | Alvise D'Este Mattia Colombi                    | Alessandro Secco Luca Ballarin                       |
| 2019 | Andrea Bertoldini Mattia Colombi            | Andrea Ortica Jacopo Colombi                       | Rudi Vignotto Mattia Vignotto                   | Sebastiano Della Toffola Tobia Barina Silvestri      |
| 2020 | Andrea Bertoldini Mattia Colombi            | Andrea Ortica Jacopo Colombi                       | Sebastiano Della Toffola Tobia Barina Silvestri | Matteo Zaniol Luigino Lombardo                       |
| 2021 | Rudi Vignotto Mattia Vignotto               | Roberto Busetto Renato Busetto                     | Alvise D'Este Davide Prevedello                 | Andrea Bertoldini Mattia Colombi                     |
| 2022 | Andrea Ortica Jacopo Colombi                | Giacomo Marangon Gabriele Lazzarini                | Rudi Vignotto Mattia Vignotto                   | Andrea Bertoldini Simone Vecchiato                   |
| 2023 | Matteo Zaniol Nicolò Trabuio                | Simone Costantini Federico Busetto                 | Giacomo Marangon Gabriele Lazzarini             | Andrea Ortica Jacopo Colombi                         |
| 2024 | Matteo Zaniol Nicolò Trabuio                | Alvise D'Este Mattia Colombi                       | Andrea Ortica Jacopo Colombi                    | Giacomo Marangon Gabriele Lazzarini                  |

## Statistica
Nella tabella che segue sono presenti i vincitori di almeno 10 regate storiche nella categoria gondolini a due remi (uomini) e mascarete a due remi (donne):
| Uomini | Uomini                     | Uomini   |
| N      | Regatante                  | Vittorie |
| ------ | -------------------------- | -------- |
| 1      | Rudi Vignotto              | 17       |
| 2      | Igor Vignotto              | 15       |
| 3      | Sergio Tagliapietra Ciaci  | 14       |
| 4      | Giuseppe Fongher Bepi      | 14       |
| 5      | Albino Dei Rossi Strigheta | 14       |
| 6      | Palmiro Fongher            | 12       |
| 7      | Giampaolo D'Este           | 12       |
| 8      | Gianfranco Vianello Crea   | 12       |

| Donne | Donne        | Donne    |
| N     | Regatante    | Vittorie |
| ----- | ------------ | -------- |
| 1     | Romina Ardit | 13       |
| 2     | Anna Mao     | 13       |

## Re del remo
Il titolo di "re del remo" viene assegnato al regatante che riesce a vincere la regata dei gondolini a due remi per cinque edizioni consecutive. Dal 1841, anno in cui la Regata Storica ha assunto la formula moderna, tale titolo è stato assegnato solo sette volte, l'ultima nel 1981.
| Regatante                  | Anni delle vittorie                            |
| -------------------------- | ---------------------------------------------- |
| Luigi Zanellato            | 1881, 1889, 1890, 1891, 1892                   |
| Albino dei Rossi Strigheta | 1947, 1948, 1949, 1950, 1951, 1952             |
| Marcello Bon Ciapate       | 1947, 1948, 1949, 1950, 1951, 1952             |
| Giuseppe Fongher Bepi      | 1969, 1970, 1971, 1972, 1973, 1974, 1975, 1976 |
| Sergio Tagliapietra Ciaci  | 1969, 1970, 1971, 1972, 1973, 1974, 1975, 1976 |
| Palmiro Fongher            | 1977, 1978, 1979, 1980, 1981, 1982, 1983       |
| Gianfranco Vianello Crea   | 1977, 1978, 1979, 1980, 1981, 1982, 1983       |

## Regine del remo
Anche per le vincitrici della regata delle donne è previsto il titolo di "regina del remo", assegnato, come per gli uomini, dopo la quinta vittoria consecutiva nella Regata Storica.. Questo titolo è stato assegnato quattro volte, l'ultima nel 2013.
| Regatante         | Anni delle vittorie                            |
| ----------------- | ---------------------------------------------- |
| Romina Ardit      | 1997, 1998, 1999, 2000, 2001, 2002, 2003, 2004 |
| Anna Mao          | 1997, 1998, 1999, 2000, 2001, 2002, 2003, 2004 |
| Luisella Schiavon | 2009, 2010, 2011, 2012, 2013                   |
| Giorgia Ragazzi   | 2009, 2010, 2011, 2012, 2013                   |